# Ussowo (Moskau)
Ussowo (russisch Усово) ist ein Dorf (selo) in der Oblast Moskau westlich der Stadtgrenzen Moskaus. 

## Geografische Lage
Es gehört zur Landgemeinde Barwichinskoje selskoje posselenije des Rajons Odinzowo. Ussowo liegt unweit des Moskauer Stadtteils Krylatskoje sowie der Stadt Krasnogorsk. Unmittelbar nördlich von Ussowo fließt die Moskwa.

## Präsidenten-Residenz
Ussowo wurde seit Beginn des Jahrtausends eine der teuersten Wohngegenden Russlands. Nicht zuletzt, weil hier auch eine Residenz des russischen Präsidenten Wladimir Putin, Nowo-Ogarjowo, liegt. Sie hat einen nicht-öffentlichen Bahnhof am Ende der Bahnstrecke Moskau–Ussowo.

## Bilder

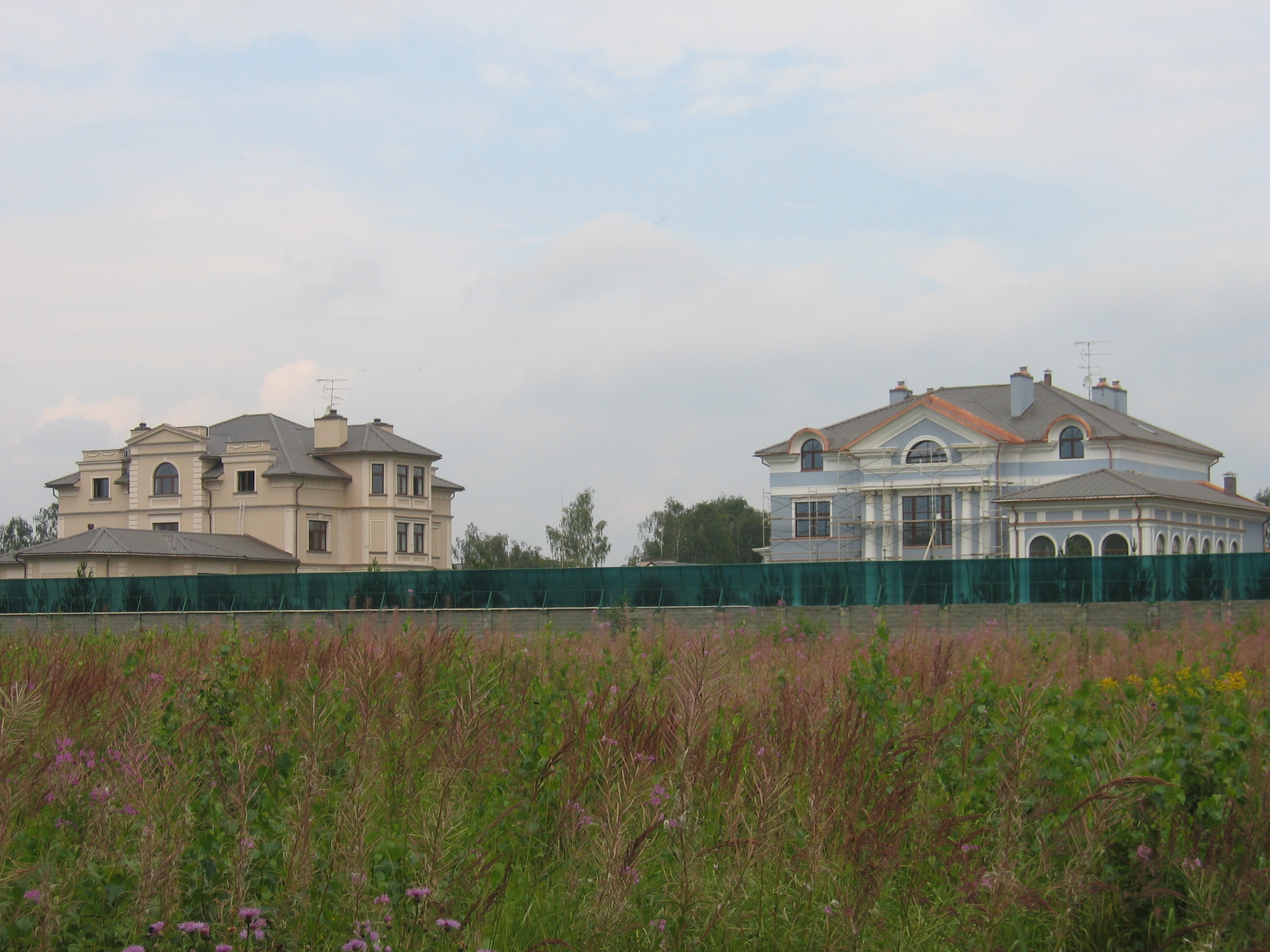
Villen in Ussowo
Kriegsmahnmal
Blumenladen
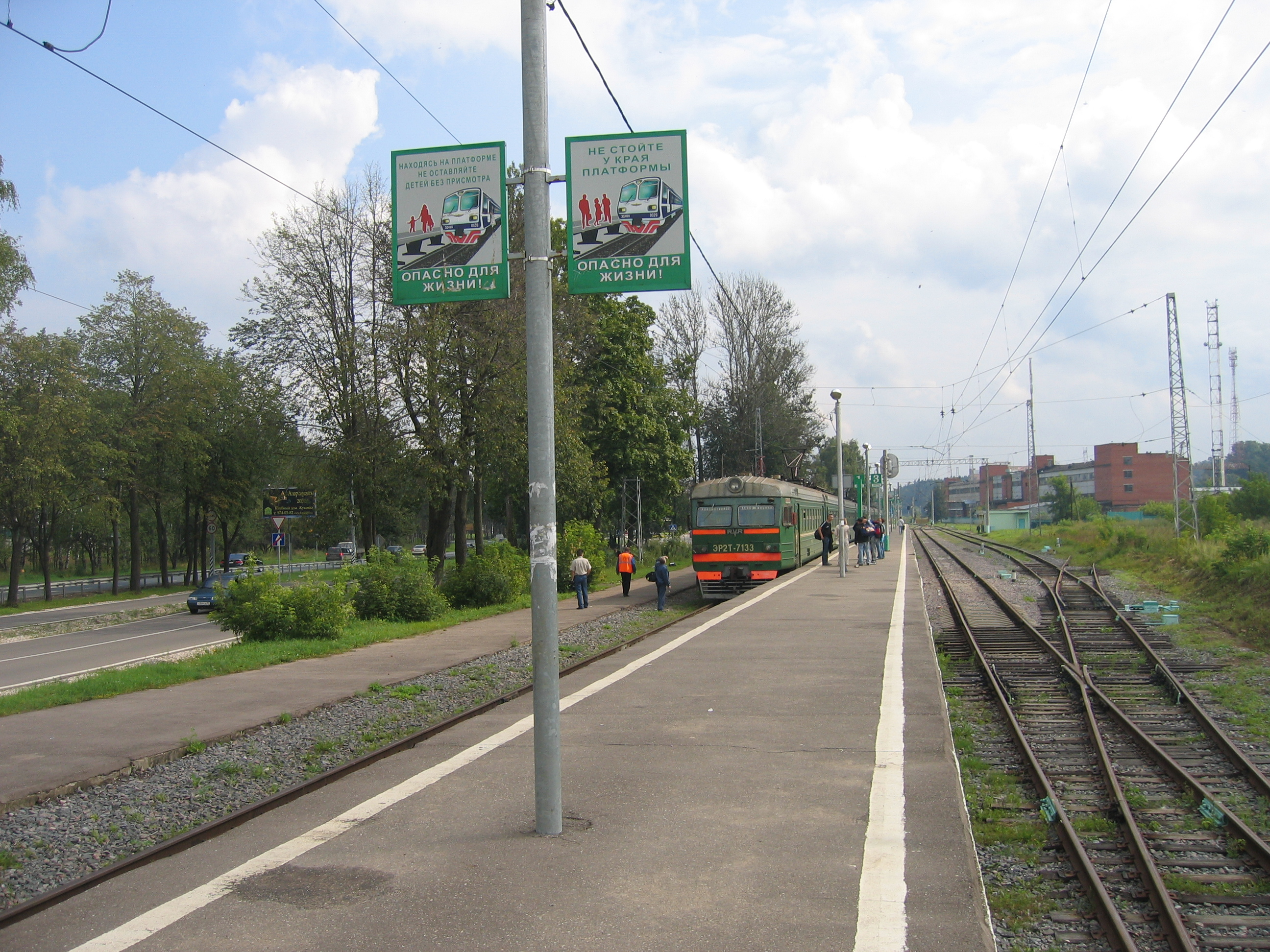
Bahnhof